# Mircea Mustață
Mircea Immanuel Mustață (* 1971 in Rumänien) ist ein rumänischer Mathematiker, der sich mit Algebraischer Geometrie befasst.

## Leben
Mustață studierte in Bukarest (Vordiplom 1995, Diplom 1996) und wurde bei David Eisenbud an der University of California, Berkeley, promoviert (Singularities and Jet Schemes). Als Post-Doktorand war er an der Universität Nizza (Sophia Antipolis), am Isaac Newton Institute (2002) und der Harvard University. 2004 wurde er Associate Professor und 2008 Professor an der University of Michigan.
2006 war er am Institute for Advanced Study.
2004 war er Vortragender auf dem Europäischen Mathematikerkongress in Stockholm und 2006 auf dem Internationalen Mathematikerkongress in Madrid (Invariants of singularities of pairs, mit Lawrence Ein). Er war 2001 bis 2004 Clay Research Fellow und ab 2006 Packard Fellow.
Er befasst sich mit Singularitäten algebraischer Varietäten und zugehörigen, sie charakterisierenden Invarianten wie Minimale Log-Diskrepanzen (minimal log discrepancies), Log-kanonische Schwellen (log canonical tresholds), Multiplier Ideale, Bernstein-Sato-Polynome, F-Schwellen (f-tresholds). Er befasst sich auch mit birationaler Geometrie, asymptotischen Basen-Loki und Divisor-Invarianten von torischen Varietäten.

## Schriften
- mit Lawrence Ein: Invariants of singularities of pairs, ICM 2006, Arxiv
- mit Lawrence Ein, Robert Lazarsfeld, Michael Nakamaye, Mihnea Popa: Asymptotic invariants of base loci, Ann. Inst. Fourier (Grenoble), Band 56, 2006, S. 1701–1734. Arxiv
- mit Lawrence Ein: Jet schemes and singularities, Proc. AMS Summer School Algebraic Geometry 2005, Arxiv
- mit Nero Budur, Morihiko Saito: Bernstein-Sato polynomials of arbitrary varieties, Compos. Math., Band 142, 2006, S. 779–797. Arxiv
- mit Sam Payne: Ehrhart polynomials and stringy Betti numbers, Math. Ann., Band 333, 2005, S. 787–795. Arxiv
- mit Shunsuke Takagi, Kei-ichi Watanabe: F-thresholds and Bernstein-Sato polynomials, European Congress of Mathematics, Eur. Math. Soc., Zurich, 2005, S. 341–364, Arxiv
- mit Lawrence Ein: Inversion of adjunction for local complete inter-section varieties, Amer. J. Math., Band 126, 2004, S. 1355–1365.
- mit Mihnea Popa: Hodge Ideals, Arxiv 2016